# Idaea informis
Idaea informis är en fjärilsart som beskrevs av W. Warren 1897. Idaea informis ingår i släktet Idaea och familjen mätare. Inga underarter finns listade i Catalogue of Life.